# Humulus yunnanensis
Humulus yunnanensis là một loài thực vật có hoa trong họ Cannabaceae. Loài này được Hu mô tả khoa học đầu tiên năm 1936.